# 塔尼
塔尼（法語：Tanus，法語發音：[tanys]），法国南部市镇，位于奥克西塔尼大区塔恩省，隶属于阿尔比区，其市镇面积为19.07平方公里，2022年1月1日时人口数量为541人，在法国城市中排名第15,738位。
塔尼位于塔恩省东北部，维欧尔河左岸，隔河与阿韦龙省相望，因当地的维欧尔河高架桥而闻名。

## 地名来源

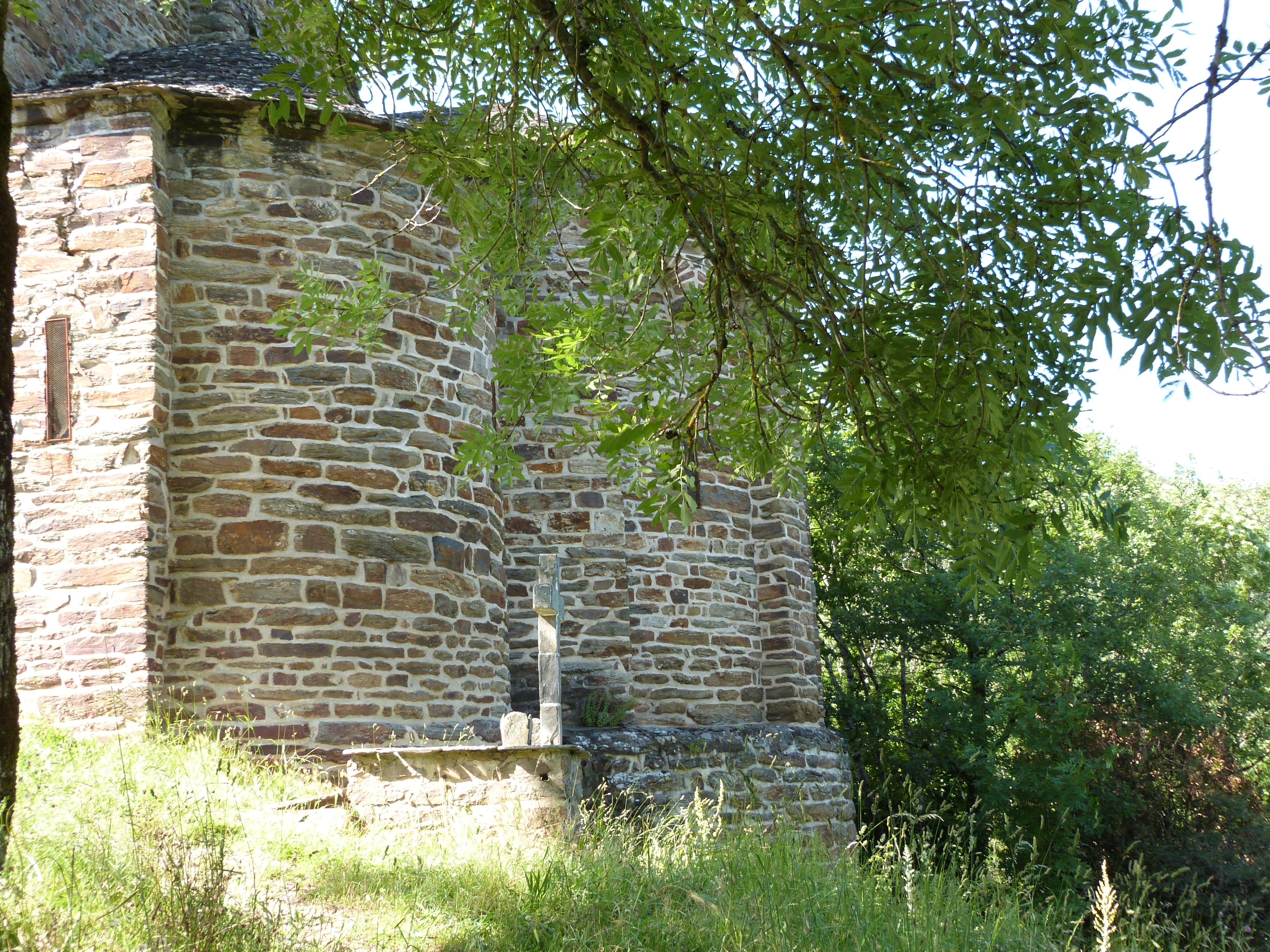
塔尼拉斯普朗克圣母教堂

“Tanus”一名出自相同拼写的高卢语单词，意为“橡树”。
塔尼所处区域历史上曾通行奥克语，Tanus在奥克语维基百科及Openstreetmap中对应的拼写为“Tanús”。
尽管“Tanus”在部分中文资料中被译为塔尼，但该名称在当地的常见读音为[tanys]，因此“Tanus”亦可根据其实际读音而译为塔尼斯。此外，因翻译标准不同，“Tanus”在部分中文资料中又被译为塔努斯。

## 历史
塔尼的早期历史尚不清楚。中世纪时，塔尼长期为一处普通农业村落，当地的拉斯普朗克圣母教堂于公元13世纪建成。阿尔比十字军期间，当地长期被天主教徒和新教徒争夺，当地的圣母教堂被损毁。法国大革命后，塔尼成为塔恩省的一个市镇，圣母教堂因长期缺乏维护而于1885年部分坍塌。1902年，横跨维欧尔河的高架桥建成通车，维欧尔河公路高架桥则于1998年建成。

## 地理

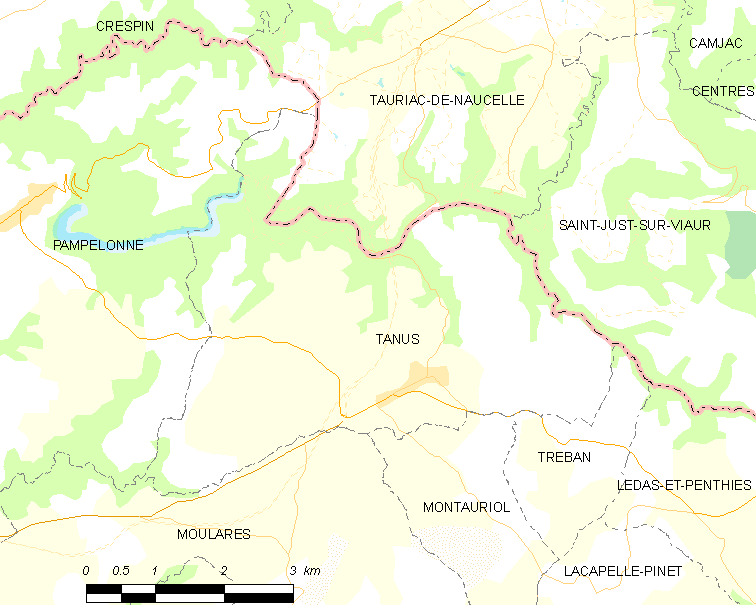
塔尼市镇范围地图

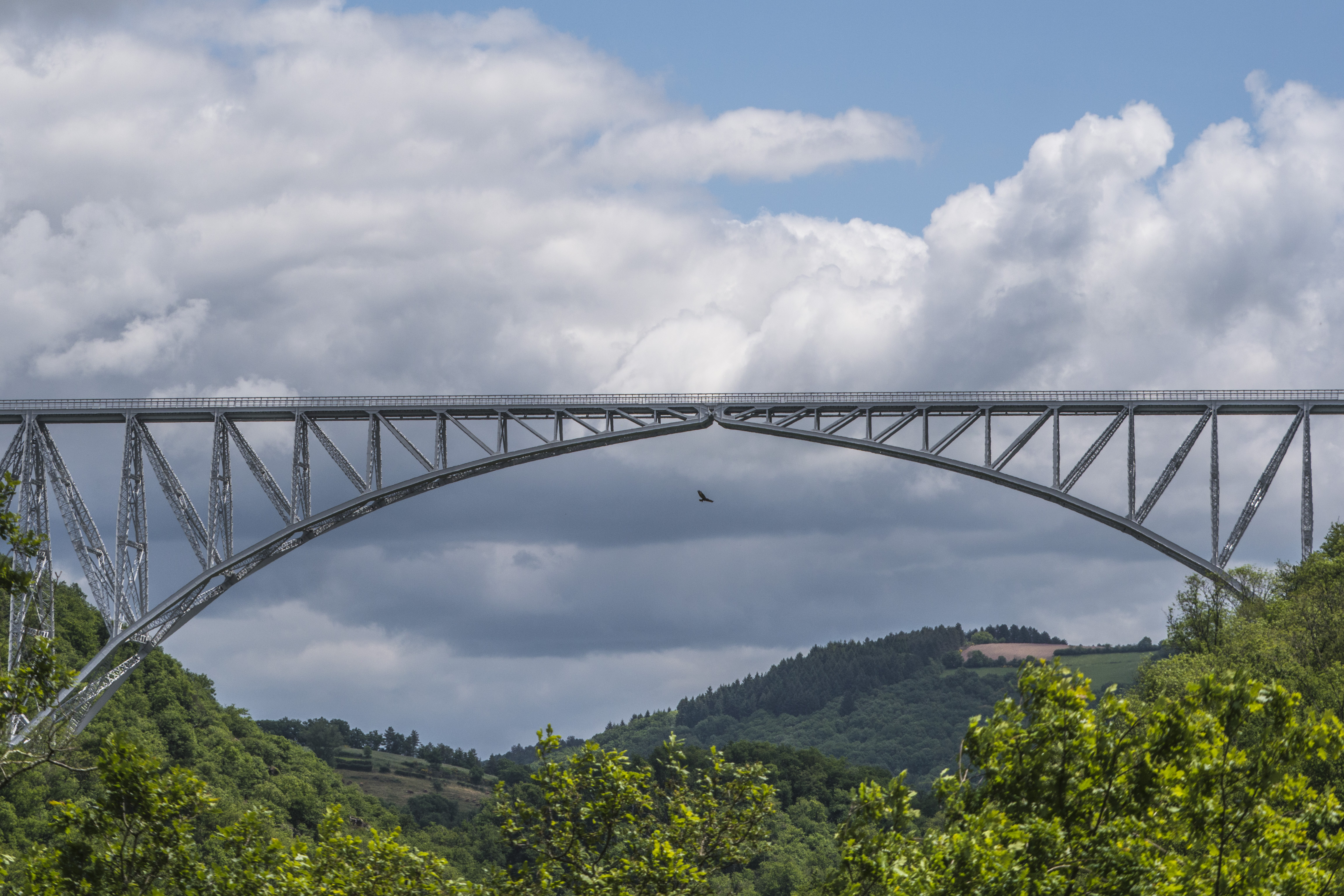
远眺横跨维欧尔河的高架桥

塔尼位于法国南部，奥克西塔尼大区中北部和塔恩省东北部，距离省会阿尔比大约29公里。与塔尼接壤的市镇包括：庞珀洛讷、托里亚克德诺塞勒、穆拉雷斯、维欧尔河畔圣瑞斯特、蒙托里奥勒和特雷邦。

### 地形
塔尼位于法国中央高原西南部，境内以丘陵为主，市镇中心地势较为平坦，北部的维欧尔河谷地带则有明显的下切，全境海拔在293到568米之间。

### 水文
塔尼位于加龙河流域范围内，维欧尔河自东向西流经境内北侧，其左岸支流加斯基耶溪（ruisseau de La Gasquié）发源于市镇范围内；此外塞雷河自东向西流经市镇南部边界。

### 植被
塔尼属于温带阔叶混交林区，林地广泛分布于河流附近。
在鲜花城市的评比中，塔尼暂未被评级。

### 气候
塔尼在柯本气候分类法中属于带有地中海特征的温带气候（Cfb）。

## 行政区划
塔尼的市镇编号为81292，邮政编号为81190。
在行政管理方面，塔尼隶属于法国奥克西塔尼大区塔恩省阿尔比区；在地方选举方面，塔尼隶属于卡尔莫第一县，其市镇范围全境被划入塔恩省第二选区；在社会管理方面，塔尼是卡尔莫桑-塞加拉市镇公共社区的组成部分。
截至2023年8月，塔尼市镇范围内暂无任何城市敏感街区及城市政策优先街区。
法国国家统计与经济研究所（简称）在进行数据统计时，未将塔尼划入任何城市核心区（Unité urbaine）以及城市区（Aire urbaine）。自2020年起，塔尼被划入包含91个市镇的阿尔比城市辐射区。此外，还将塔尼市镇整体看作一个“块区”（IRIS），以便于统计人口分布情况。

## 交通

### 公路
法国国道N88线和塔恩省省道D53线、D71线、D152线在塔尼境内交汇。
2019年，68.9%的塔尼家庭拥有至少一辆私人汽车。2020年，塔尼境内未发生任何交通事故。
|  | 40 |

| 阿尔比 | 29 |

| 罗德兹 | 44 |

| 卡尔莫 | 17 |

### 铁路

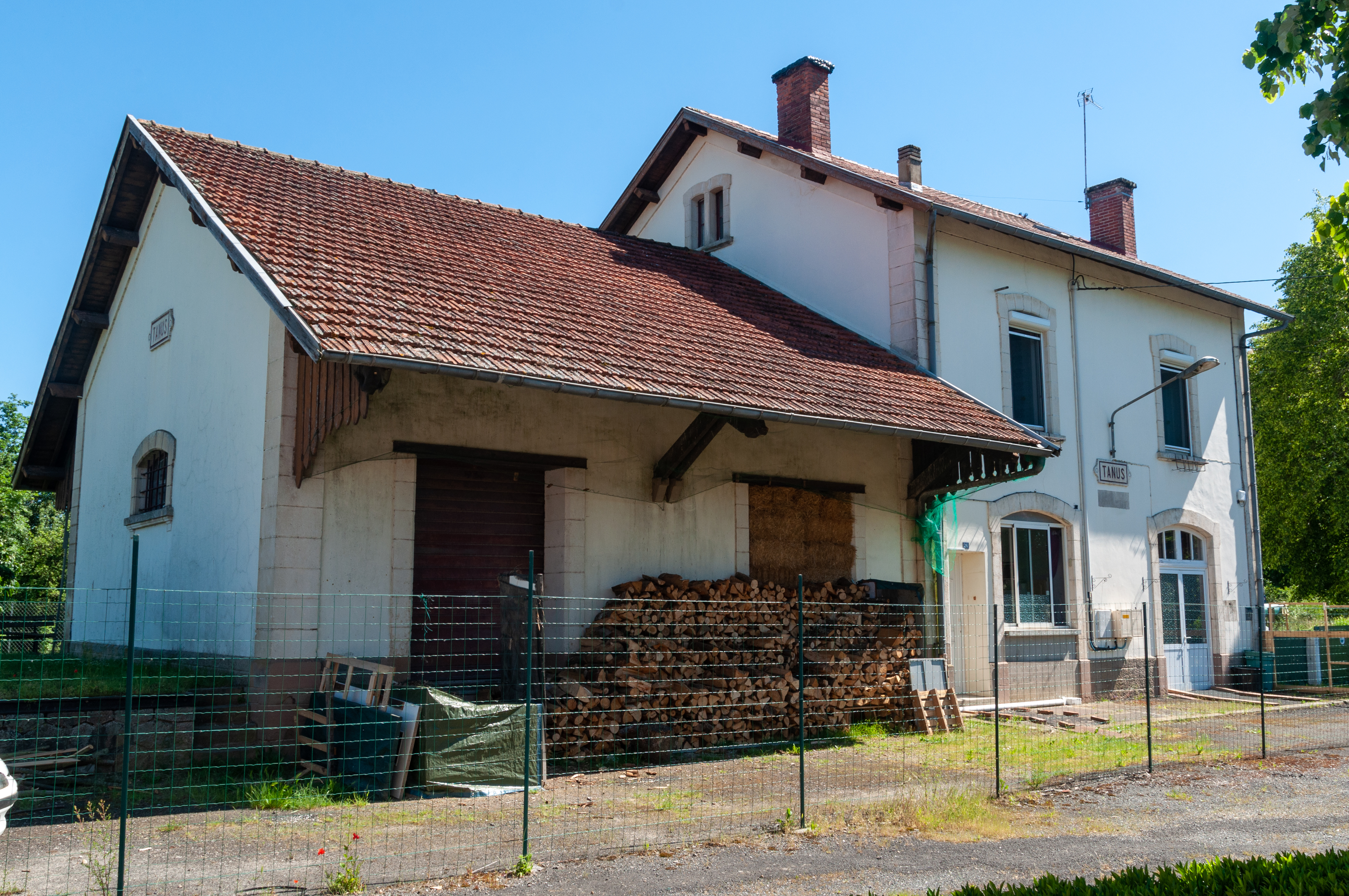
塔尼火车站的主站房
（已转为民用）

塔尼位于卡斯泰尔诺达里－罗德兹铁路上。塔尼站位于市区中南部，停靠往返于图卢兹和罗德兹一线的区域列车。

### 航空
塔尼距离罗德兹机场和卡斯特尔-马扎梅机场的公路里程分别约54公里和81公里。

### 城市公共交通
截至2023年8月，塔尼暂无城市公共交通系统。

## 政治
塔尼的现任市长为伯努瓦·拉瓦耶先生（Benoît RAVAILHE），他是一名无党派人士，在2020年的市政选举中获得了100%的支持率。
在2022年的法国总统大选中，法国第25任总统埃马纽埃尔·马克龙在塔尼获得了52.82%的支持率。

## 人口
2020年，塔尼市镇人口数量为539，在法国排名第15,738位。其中男性259人，女性272人，75岁及以上人口占11.0%，外籍人口数量为32人，人口密度为28人/平方公里，当地居民被称为（男性）或（女性）。2020年，塔尼境内出生5人，死亡人口9人。
| 塔尼1901年－2020年人口变化情况 |
|                                |
| 数据来源：Cassini、INSEE       |

## 经济
截至2023年8月，塔尼市镇范围内共有各类用人单位（包含自雇）112家，平均历史为19年，均为中小型企业（PME），2023年6月至8月间，当地的经济活力指数为0。

## 财政与居民收入
2021年，塔尼的财政收入总额为362,360欧元，财政支出总额为326,340欧元，当年的债务总额为236,320欧元。2021年，塔尼市镇通过增值税获得18,550欧元的收入，此外当地还共获得了52,880欧元的国家直接财政补助。
2019年，塔尼的人均月收入总额为1,680欧元，低于法国平均水平（2,303欧元）。
2019年，塔尼境内的青壮年（15至64岁）失业率为12.8%；当地28.1%的家庭拥有纳税资格，平均纳税585欧元，低于法国平均水平（4,393欧元）。

## 社会事务

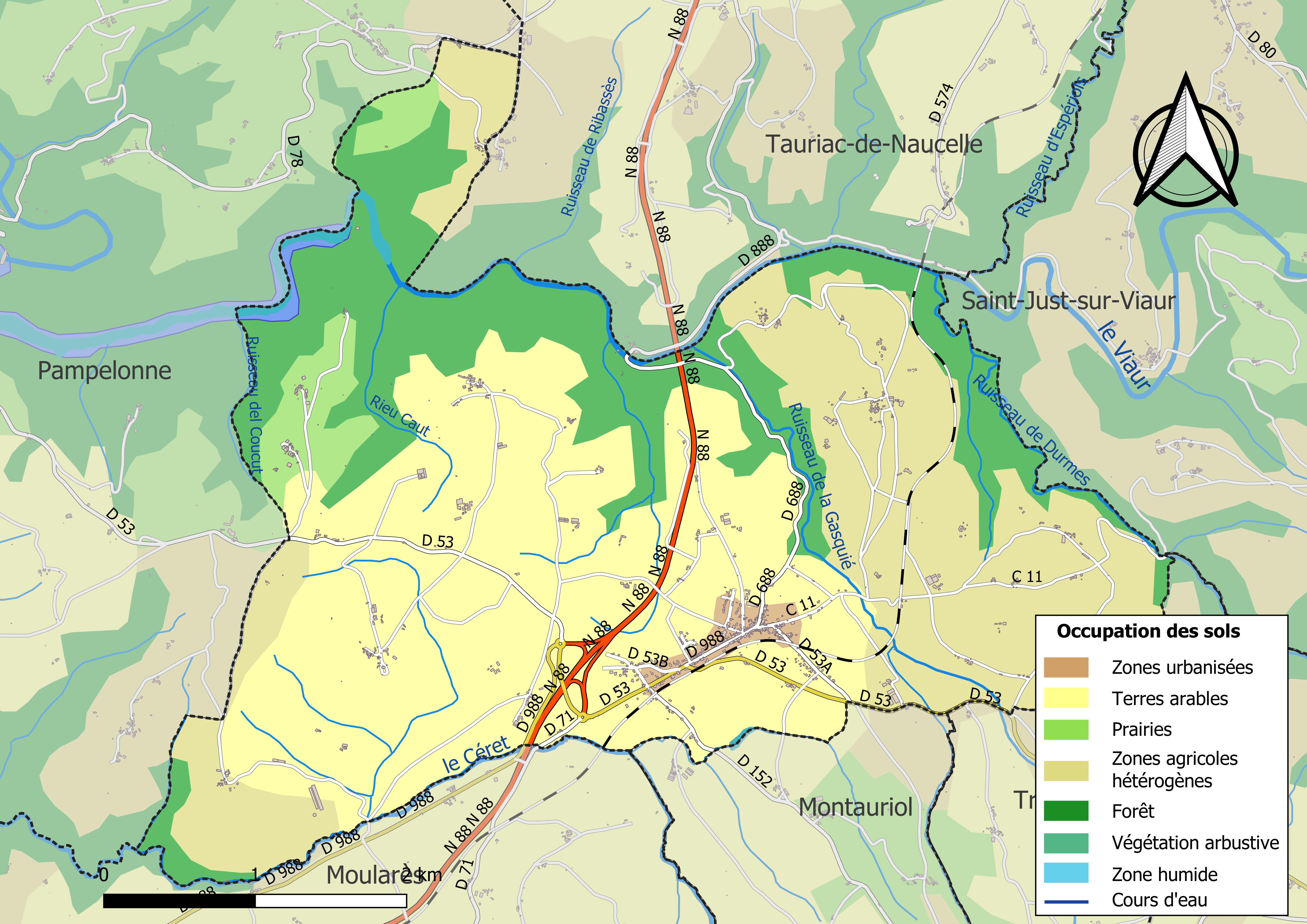
塔尼土地利用情况地图

### 教育
塔尼属于图卢兹学区。截至2021年1月1日，塔尼境内暂无任何教育机构。

### 医疗
截至2021年1月1日，塔尼境内共有全科医生1名、保健师5名、护士3名和药房1家。
距离塔尼最近的区域性医疗机构为阿尔比中心医院（Centre Hospitalier d'Albi），其主病区位于阿尔比市区西部，距离塔尼市区的正常车程大约27分钟，该院设有床位392个，是当地规模最大的公立综合性医院。

### 住房
2019年，塔尼境内共有各类住房325套，其中89.8%为独立式居民区，9.8%为集中式居民区。常住房屋占塔尼市镇范围内居民建筑总量的74.8%。
在住房保障政策方面，2021年，塔尼境内共有39户家庭获得了住房经济补助，受益人数占总人口数量的7.2%，其中32份为房租补助。

### 商业
2021年，塔尼境内共有各类实体商铺8家，其中杂货店1家、面包房1家、美容美发店1家、汽车维修店1家。

### 体育
2021年，塔尼境内共有1处网球场以及1处足球或橄榄球场。
截至2023年8月，塔尼体育俱乐部（Football Club Tanusien，编号523368）是塔尼境内唯一的一家注册足球俱乐部，其主队2023至2024赛季参加塔恩省足球联赛丁组（法国第十二级别），其主场为市政球场（Stade Municipal）。

### 环境
塔尼的环境事务由其所属的卡尔莫桑-塞加拉市镇公共社区联合各级政府协调负责。2021年，塔尼境内暂无污染企业。

### 治安
塔尼及其附近的共82个市镇是阿尔比国家宪兵队（zone gendarmerie d'Albi）的管辖范围。2020年，该宪兵队累计记录各类案件971起，其中盗窃类案件404起，经济类案件164起，毒品交易类案件75起。

## 文化

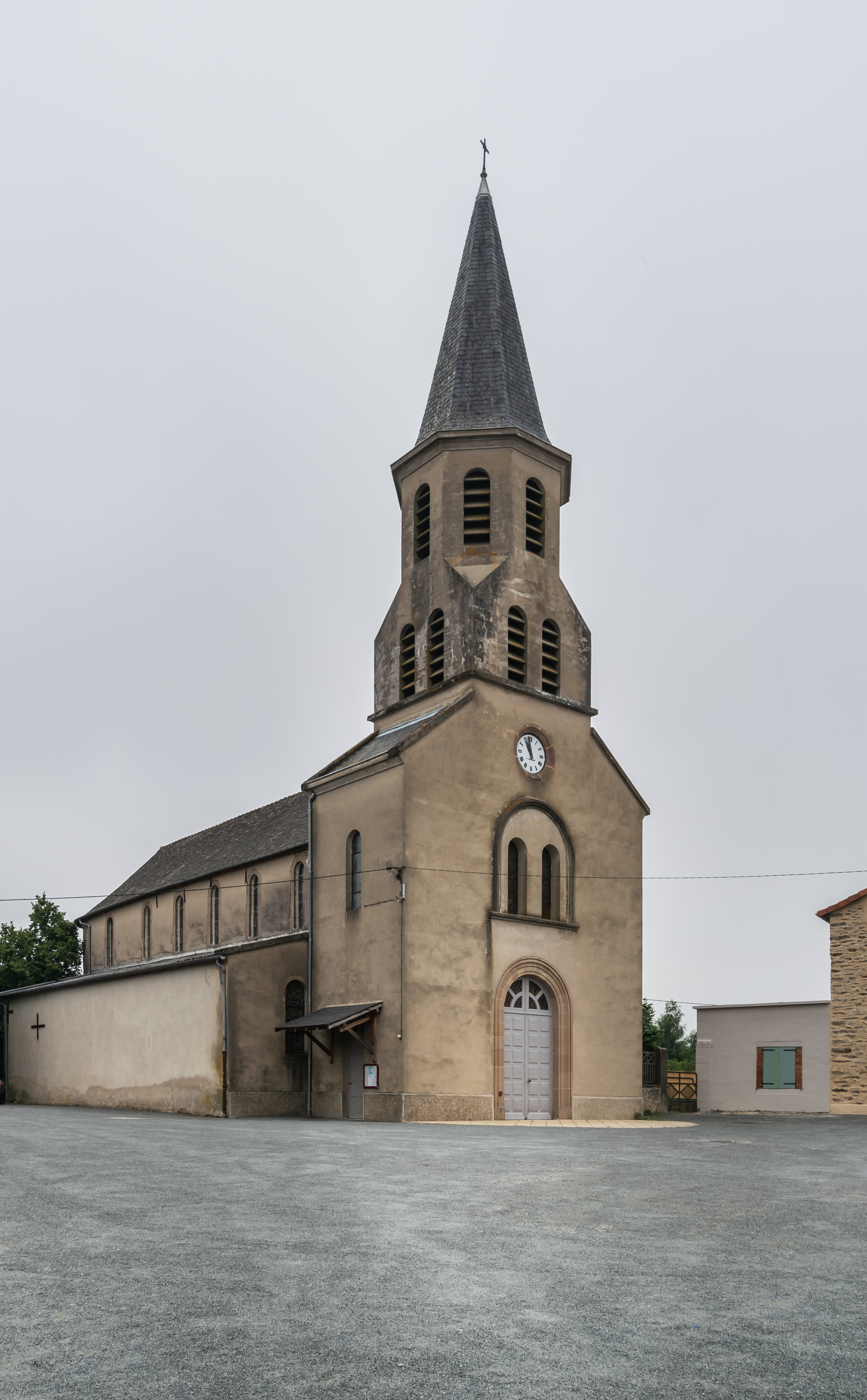
圣马尔蒂安娜教堂

2021年，塔尼境内暂无任何文化设施。

### 建筑
塔尼境内有多处历史建筑，其中维欧尔河高架桥、拉斯普朗克圣母教堂等为法国国家文物保护单位等，圣马尔蒂安娜教堂（Église Sainte-Martianne de Tanus）亦是当地的地标性建筑物。

### 旅游
塔尼的旅游事务由其所属的卡尔莫桑-塞加拉市镇公共社区负责。2022年，塔尼境内共有1家酒店共计15间房间。

### 媒体
法国主要的媒体均可在塔尼接收，法国电视三台下属的奥克西塔尼大区频道在部分时段播出塔尼所在塔恩省的地方新闻。《南部追寻》、《自由塔恩周报》、RADIOM、蓝色法兰西奥克西塔尼广播等是当地主要的地方性媒体。

## 友好城市
截至2023年8月，塔尼共与一座城市建立友好城市关系：
- 中国 屏边苗族自治县[47]